# Die Kinderspiele
Die Kinderspiele ist ein um das Jahr 1560 entstandenes Gemälde des flämischen Malers Pieter Bruegel des Älteren. Dargestellt sind 91 verschiedene Kinderspiele aus den Niederlanden des 16. Jahrhunderts. Heute befindet sich das Werk im Kunsthistorischen Museum in Wien.

## Aufbau
Der Betrachter blickt von mittlerer Höhe aus auf einen Platz hinab. Die Hauptachse verläuft, wie oft bei Bruegel, von links unten nach rechts oben. Der Hauptfluchtpunkt ist eine Kirche nahe der rechten oberen Ecke. Eine zweite „halbe“ Fluchtlinie beginnt ebenfalls beim dunklen Gebäude, läuft den roten Zaun entlang weiter und endet beim Eingang des wuchtigen Gebäudes in der oberen Bildhälfte. Trotz der Rechtslastigkeit erscheint das Gemälde durch die massiven Bauten in der linken Hälfte ausgewogen. Das Bild bietet keinen „idealen Standpunkt“. Um die Übersicht zu wahren, muss sich ein Betrachter vom Bild entfernen. Aber erst aus nächster Nähe sind die Einzelheiten zu erkennen. Was den Hauptfluchtpunkt angeht, müsste ein Betrachter vor der rechten Hälfte des Gemäldes stehen.

## Inhalt

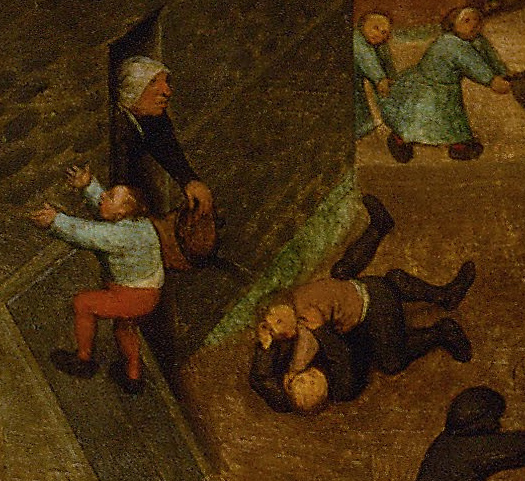
Frau mit Eimer (Ausschnitt aus der oberen rechten Bildhälfte)

Die Kinder tragen die typische Kleidung des 16. Jahrhunderts und sind mit ihren runden Köpfen und Knopfaugen nicht sonderlich individuell dargestellt. Zu sehen sind 168 Buben und 78 Mädchen und, je nach Interpretation, ein oder zwei Erwachsene: Eine Frau im Brautzug in der Bildmitte und eine alte Frau in der rechten oberen Bildhälfte, die Wasser über zwei Raufbolde schüttet. Obwohl Bruegel die Spiele seiner Zeit akribisch dokumentiert, ist das Bild von einer realistischen Darstellung weit entfernt: Sämtliche Spieler oder Spielergruppen sind voneinander isoliert. Es gibt auch weder von den Spielen ausgeschlossene Kinder noch untätige Zuschauer noch beaufsichtigende Erwachsene, von den erwähnten ein oder zwei Personen abgesehen.
Spielgeräte sind: Kreisel, Steckenpferde, Puppen, Windräder; umfunktionierte Gegenstände wie Fässer, Fassreifen, Knöchelchen oder Schweinsblasen. Es sind drei verschiedene Spieletypen dargestellt: Funktionsspiele wie Stelzengehen und Steckenpferd-Reiten, Regelspiele wie Tauziehen und Blinde Kuh, Rollenspiele wie der Brautzug in der Bildmitte und Rauschespiele (Drehen im Kreis).

## Deutung
Bis über Bruegels Zeit hinaus galten Kinder als kleine Erwachsene und waren auch so gekleidet, von den Jüngeren (Mädchen bis etwa fünf, Buben bis etwa elf Jahren) einmal abgesehen. Von einer früheren derartig umfassenden Darstellung ist jedenfalls nichts bekannt. Vergleichbar sind darin Bruegels Bilder Die niederländischen Sprichwörter und Der Kampf zwischen Karneval und Fasten (beide 1559)

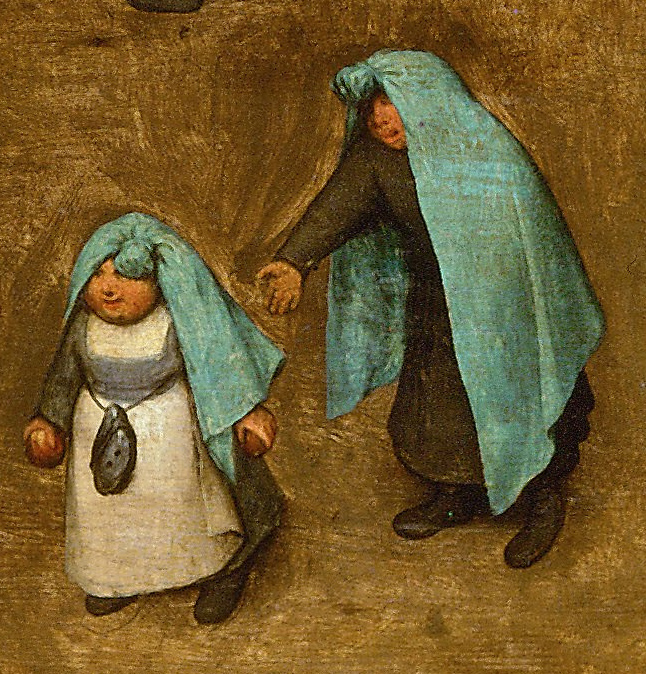
Der blaue Mantel (Detail aus der Taufprozession)

Das Bild lässt sich als volkskundliche Bestandsaufnahme lesen. Tatsächlich lassen sich die meisten Spiele bestimmen. Möglicherweise wollte Bruegel aber auch davor warnen, das Leben wie ein kindliches Spiel zu vertun: An der linken Seite versucht ein Junge etwa, eine Eule abzuschießen, das Sinnbild der Weisheit. Ein Teilnehmer der Taufprozession in der Ecke links unten hat einen langen blauen Mantel umgehängt, was als Lüge und Selbsttäuschung gelten könnte („Iemand een blauwe huik omhangen“). Diese beiden Sichtweisen schließen einander jedoch nicht aus. Es spricht einiges dafür, dass der Künstler den Johannistag darstellt (24. Juni), der als sommerliches Gegenstück zu Weihnachten galt. Gegen Ende der langen Straße ist eine Kinderprozession dargestellt, wie sie an diesem Tag üblich war, etwa um Brennholz für das abendliche Johannisfeuer zu sammeln. Ein Aberglaube besagte, dass dieser Tag „einen tiefen Schwimmer und einen hohen Klimmer“ zum Opfer fordere. Klettern und Schwimmen galten demnach als gefährlich und waren verboten. In der linken oberen Bildhälfte tun Kinder jedoch genau das.

## Didaktische Rezeption
Das Bruegelbild präsentiert Erwachsenen wie Kindern in seinen Straßenfluchten ein Paradies für Kinderspiele, wie es sie in der Realität zuletzt nur in der unmittelbaren Nachkriegszeit des zerstörten Deutschland gegeben hat. Spielplatz war überall in Fülle vorhanden.
Spieldidaktiker nutzten entsprechend immer wieder das Bruegelbild als lohnendes Vorhaben, altes Kulturgut im Bereich des Spielens zu frischem Leben zu erwecken. Unter fachdidaktischen und pädagogischen Gesichtspunkten hat das idealistische Gemälde des flämischen Bauernmalers über den Kunstunterricht hinaus auch in andere Fächer und vor allem in Schulfestgestaltungen und interdisziplinäre Projekte Eingang gefunden:
So ist literarisch belegt, wie sich im Sportunterricht die zahlreichen, oft schon vergessenen Bewegungsspiele mit ihren Spielgedanken und ihrem Regelwerk in einer spannenden Entdeckungsreise mit Kindern aufspüren, ausprobieren und weiterentwickeln lassen. Es ist dokumentiert, wie der Deutschunterricht die Gelegenheit nutzt, im Rahmen der lehrplanmäßig vorgesehenen Aufgabenstellung „Vorgangsbeschreibung“ passende Spielbeschreibungen anzufertigen und die Formulierungsklarheit anschließend in der sportlichen Praxis überprüfen zu lassen. Der Kunstunterricht bringt den Kindern im Rahmen des gemeinsamen Projekts die historischen Besonderheiten der Spiele nahe und motiviert sie zum kreativen Anfertigen von Collagen. Die Projektform ist nach der Literatur die am häufigsten genutzte Methode, um Kindern nach dem Prinzip des Mehrdimensionalen Lernens einen altersgerechten, vielseitigen Zugang zu dem Bruegelbild zu erschließen.

## Geschichte
Ob Bruegel selbst dem Gemälde einen Namen gegeben hat, ist nicht überliefert. Um 1600 wurde es erstmals als een ander Stuck, van allerley spelen der Kinderen erwähnt, darauf geht auch der Name Die Kinderspiele zurück. Heute befindet es sich im Kunsthistorischen Museum Wien im Saal X zusammen mit Bruegels Werken Großer Turmbau zu Babel, Kampf zwischen Karneval und Fasten, Die Jäger im Schnee, Die Kreuztragung Christi, Bauer und Vogeldieb, Bauerntanz, Die Bauernhochzeit, Die Heimkehr der Herde, Der düstere Tag, Die Bekehrung des Paulus und Selbstmord Sauls.